# مترو تل أبيب
مترو تل أبيب هو مشروع مخطط لإنشاء مترو يخدم منطقة غوش دان، إسرائيل. يتكون من 3 خطوط مترو تحت الأرض. من المتوقع البدأ في بنائه في عام 2025 وأن يتم افتتاحه في عام 2032.